# Holme, Århus
För andra betydelser, se Holme.
Holme är en förort ca. 5 kilometer syd-sydväst om centrala Århus. Postnumret är 8270 Højbjerg. Byn går tillbaka till medeltiden, men blev på 1960-talet mer integrerat i Århus och från 1970 en del av Århus kommun. Majoriteten av den gamla byns hus har rivits, bland annat för att ge plats till Føtex.
Den nuvarande Holme kirke uppfördes 1882 efter en förfallen romansk kyrka, ritad av V.Th. Walther. Kyrkan genomgick 1968 en utvidgning av Aksel Skov och Aage Kristensen. Det gula huset ovanför kyrkan (Holme Byvej 15) är ritad av Århusarkitekten Niels Christian Skjøth. Radhusbebyggelsen Håndværkerparken i Holmes sydliga utkant uppfördes från 1981 av Arkitektgruppen i Århus (nu Arkitema).
Omkring årsskiftet 2012/2013 utlöste ett förslag om att riva Holme Byvej 15 och tre andra hus för att bygga en Fakta-butik anmärkningar från många Holmes invånare. Även Holme Sogns Menighetsråd och Århus kommuns bevaringsråd motsatte sig rivningen.

## Externa länkar

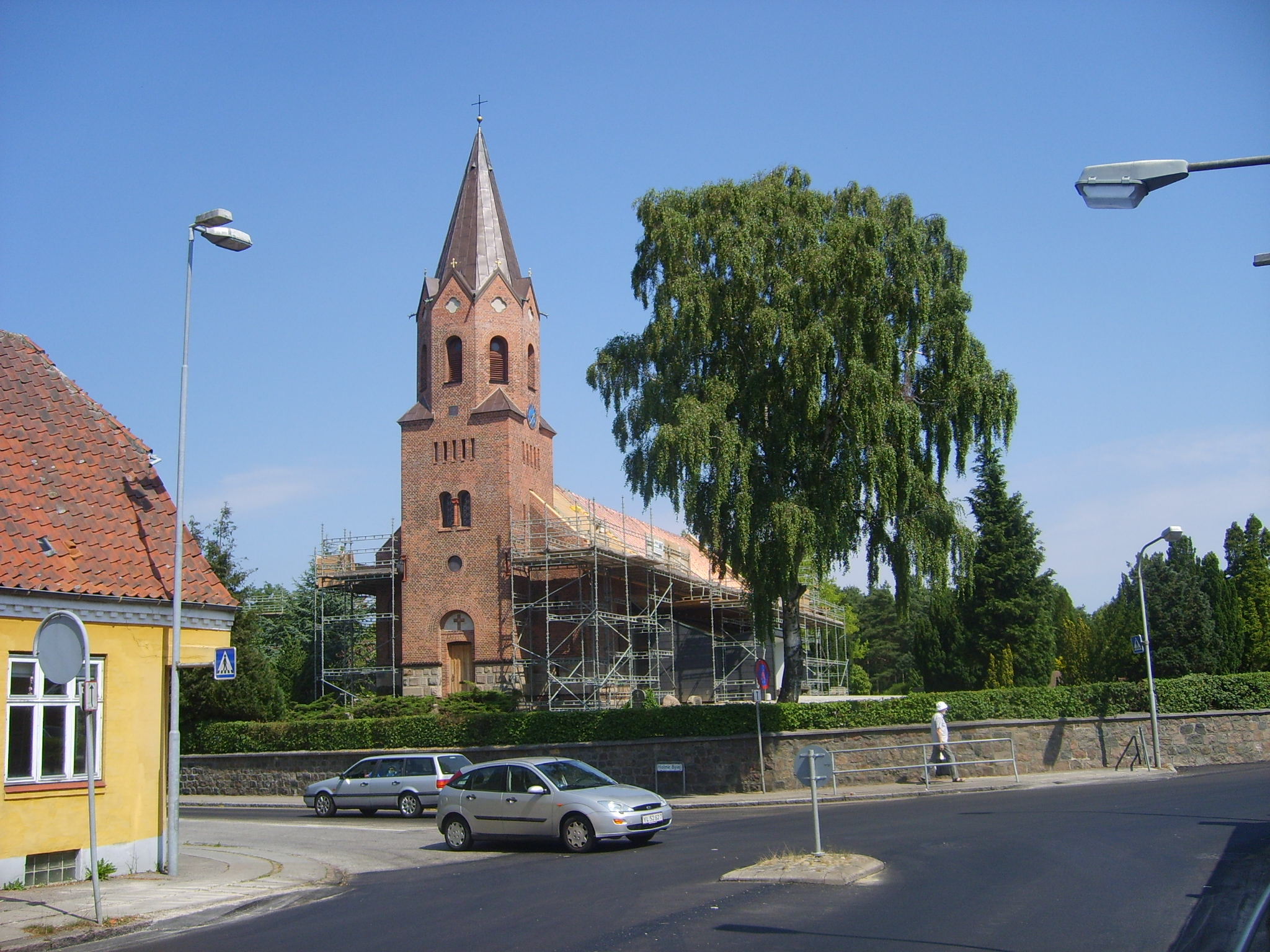
Kyrka i Holme centrum (renoverad 2010)